# Rajil Messerer
Rajil Mijáilovna Messerer-Plisétskaya (en ruso: Рахиль Михайловна Мессерер-Плисецкая; 4 de marzo de 1902 – 20 de marzo de 1993), también conocida por su nombre artístico Ra Messerer o como Rachel Messerer, fue una actriz de cine mudo y teatro rusa.

## Familia
Ra Messerer nació en Vilna, en el seno de la familia judía lituana del dentista Mijaíl Messerer y su esposa Sima Shabad. Era una de nueve hermanos, cada uno de ellos con un nombre bíblico: Pnina, Azariah, Mattany, Rajil, Asaf (o Assaf), Elisheva, Sulamith (o Shulamith), Emanuel, Abinadab y Erella. Rajil, su hermano Azari Azarin (actor), su hermana Sulamith Messerer (bailarina) y su hermano Asaf Messerer (bailarín y coreógrafo) se hicieron famosos y crearon una dinastía de destacados bailarines y maestros de ballet.
Se casó con el conocido diplomático ruso Mijaíl Plisetski (1899–1938) y tuvieron tres hijos: la famosa bailarina Maya Plisétskaya (1925–2015), el talentoso maestro de ballet Alexander Plisetski (1931–1985) y el bailarín principal Azari Plisetski (1937–). Su nieta Anna Plisetskaya (1971–) también es bailarina.

## Carrera
Messerer se graduó en el Instituto de Cinematografía en 1925 (promoción de Lev Kuleshov). Durante los primeros años del sistema soviético, Messerer actuó en los estudios "Bukhkino" y "The Star of the East". La carrera cinematográfica de Ra Messerer fue más bien corta, ya que poco después de la boda se dedicó a la familia y a su marido, que representaba al Gobierno soviético en Spitsbergen, siendo cónsul general en Barentsburg y jefe de las minas de carbón. El 30 de abril de 1937, su esposo Mijaíl Plisetski fue depurado, acusado de espionaje y ejecutado el 8 de enero de 1938.
A principios de marzo de 1938, Messerer fue detenida. Los agentes de la policía secreta exigieron a Messerer que confirmara que su esposo era "un espía, un traidor, un saboteador, un criminal y un participante de la conspiración contra Stalin". Con bastante valentía durante aquellos años, se negó y fue condenada a 8 años de prisión. Su hija Maya se enfrentó a la amenaza de un orfanato; fue adoptada por su tía Sulamith. Su hijo Alexander fue acogido por la familia de Asaf Messerer, hermano de Ra. Estos acontecimientos causaron muchos problemas a Asaf y Sulamith. En el verano de 1939, Ra fue trasladada al "ALZhIR" (Campo de Akmolinsk para mujeres de los traidores de la patria) en Kazajistán.
Messerer fue liberada en 1941, sólo dos meses antes del comienzo de la Gran Guerra Patria. Tras su liberación, nunca reinició su carrera como actriz. En aquella época, ningún director habría arriesgado su carrera invitándola. Sin embargo, creía que su marido estaba vivo y que volvería algún día. El 3 de marzo de 1956, se enteró de la verdad: en los documentos sobre la rehabilitación de Mijaíl Plisetski, se revelaba la fecha de su ejecución: 8 de enero de 1938.[cita requerida]

## Filmografía
- 1927 — "The second wife" (en ruso: "Вторая жена", "Uzbekgoskino", director - M.I. Doronin)[4]
- 1928 — "Leper" ( "Uzbekgoskino") [5]
- 1928 — "Valley of Tears" (en ruso: "Долина слёз" ("Dolina slyoz") 1-st factory Goskino, director - Alexander Razumny).[6]
- 1929 — "One hundred and twenty thousand a year" ("Mezhrabpomfilm")[7]

## Documental
- En 2007, se realizó un documental llamado The Star from outside[8] sobre Messerer.[9] Para la producción, se utilizaron las cintas del archivo cinematográfico ruso "Gosfilmofond RF". Producido por TC "Gamajun" – Director y guionista Firdavs Zaynutdinov. Fotografía por Eugene Kutuzkin. Narradora – Irina Apeksimova. Producida por REN TV. Broadcaster – el canal de televisión ruso "Culture".